# メレツ
メレツ（Meretz, מרצ, 活力）は、イスラエルの政党。ハダシュに次ぐ左派政党であり、ユダヤ系政党の中では、パレスチナとの平和共存を主張する野党。社会主義インターナショナルと進歩同盟加盟政党。現在の党首はザハバ・ガル＝オン(2022年より)。

## 概説
1992年に、ラッツ（RATZ, רץ, 市民権と平和のための運動）、マパム（Mapam, מפ"ם, イスラエル統一労働党）、シヌイ（Shinui, שינוי, 変化）の三政党が合併して形成された。1996年に同党は単独の党として公式に登録されたが、1997年にはアブラハム・ポラスに率いられたシヌイの一部が離脱した。
メレツの政治姿勢は、社会経済的、政治的に革新勢力に位置する。同党は、ヨルダン川西岸地区およびガザ地区でのパレスチナ国家の形成を支援し、また、イスラエル人入植地および全占領地域からのイスラエル国防軍の完全撤退を要求した。
同性愛者の権利向上も訴えている。メレツの元党首でクネセト議員を務めたニツァン・ホロヴィッツは同性愛者である。

## メレツの解散
2003年12月にメレツは、ヨシ・ベルリンの率いるシャハル（SHAHAR, שח"ר）とロマン・ブロンフマンの率いる民主選択党と合併するため、解散した。新党はヤハド（Yahad, יח"ד）という名称で、それは「共に」の意味を持ち更にヘブライ語で「民主社会イスラエル」の略語である。当初はヤード(Yaad)の名称で、ヘブライ語の「ゴール」を意味していたが、ロシア語の Yaad に「毒」の意味があったため変更された。
2004年3月に党首選が行われ、メレツのラン・コーエンとシャハルのヨシ・ベルリンの間で争われたが、ベルリンが勝利した。ベルリンの勝利とヤハドの政策の過激化で、多くの前メレツ支持者が新党の支援から離脱した。

## 現在
2005年に、ヤハドは、メレツ－ヤハドに改名。2006年3月に行われた総選挙では4議席を、2009年2月に行われた総選挙では3議席を、それぞれ獲得した。
2013年1月22日の総選挙では6議席を獲得、躍進した。また、メレツから初のアラブ系イスラエル人がクネセト議員に当選した。
2022年の選挙では阻止条項が定める3.25%の得票率に達せず、議席を獲得できなかった。

## 選挙結果
| 選挙     | 党首                   | 得票数                                                       | %                                                            | 議席数   | +/–      | 地位               |
| -------- | ---------------------- | ------------------------------------------------------------ | ------------------------------------------------------------ | -------- | -------- | ------------------ |
| 1992     | en:Shulamit Aloni      | 250,667                                                      | 9.58 (#3)                                                    | 12 / 120 | 2        | 与党               |
| 1996     | en:Yossi Sarid         | 226,275                                                      | 7.41 (#5)                                                    | 9 / 120  | 3        | 野党               |
| 1999     | en:Yossi Sarid         | 253,525                                                      | 7.66 (#4)                                                    | 10 / 120 | 1        | 与党(1999–2000)    |
| 1999     | en:Yossi Sarid         | 253,525                                                      | 7.66 (#4)                                                    | 10 / 120 | 1        | 野党(2000–2003)    |
| 2003     | en:Yossi Sarid         | 164,122                                                      | 5.21 (#6)                                                    | 6 / 120  | 4        | 野党               |
| 2006     | en:Yossi Beilin        | 118,302                                                      | 3.77 (#9)                                                    | 5 / 120  | 1        | 野党               |
| 2009     | en:Haim Oron           | 99,611                                                       | 2.95 (#10)                                                   | 3 / 120  | 2        | 野党               |
| 2013     | ザハバ・ガル＝オン     | 172,403                                                      | 4.55 (#8)                                                    | 6 / 120  | 3        | 野党               |
| 2015     | ザハバ・ガル＝オン     | 165,529                                                      | 3.93 (#10)                                                   | 5 / 120  | 1        | 野党               |
| Apr 2019 | en:Tamar Zandberg      | 156,473                                                      | 3.63 (#9)                                                    | 4 / 120  | 1        |                    |
| Sep 2019 | ニツァン・ホロヴィッツ | Democratic Unionの一部として                                 | Democratic Unionの一部として                                 | 3 / 120  | 1        |                    |
| 2020     | ニツァン・ホロヴィッツ | イスラエル労働党とGesherとの連合en:Labor-Gesher-Meretzとして | イスラエル労働党とGesherとの連合en:Labor-Gesher-Meretzとして | 3 / 120  | 増減なし | 野党               |
| 2021     | ニツァン・ホロヴィッツ | 202,218                                                      | 4.59 (#12)                                                   | 6 / 120  | 3        | 与党               |
| 2022     | ザハバ・ガル＝オン     | 150,793                                                      | 3.16 (#11)                                                   | 0 / 120  | 6        | 議席を持たない政党 |